# Джумейра-Бич
Джумейра-Бич (англ. Jumeirah Beach) — это белый песчаный пляж, названый в честь района Джумейра в Дубае. Пляж протянулся вдоль побережья к югу от исторического района города, пересекает Пальма Джумейра и заканчивается южным концом Джумейра-Бич-Резиденц (рядом с Дубай Марина) и портовыми сооружениями Джебель-Али.